# A4W (原子炉)
A4Wは、アメリカ海軍の原子力艦艇用原子炉であり、推進力の発生と艦内への電力供給に利用される。 ここでは炉心に使われているA1G炉心についても解説する。
型式名の A4W は以下のような意味である。
- A = 航空母艦用
- 4 = 設計担当メーカにおける炉心設計の世代
- W = 設計担当メーカ（ウェスチングハウス）

この原子炉は加圧水型で、Bettis Atomic Power Laboratory と Knolls Atomic Power Laboratory が共同で設計
し、ウェスチングハウス・エレクトリック・カンパニーが製造している。炉心の設計寿命は20年とされている。
A4Wを搭載しているのはニミッツ級航空母艦のみであり、出力550 MWのものが2基搭載されている。この原子炉により、140,000軸馬力 (104 MW) の推力と艦内で必要な電力を産み出すのに十分な蒸気を発生することができる。

## A1G炉心
A1G炉心とは、ゼネラル・エレクトリック社が開発した原子力空母用原子炉の炉心である
。
A4W原子炉とまとめてA4W/A1Gと表現されることがある。この炉心はA1W原子炉で試験され、ニミッツ級のA4W原子炉に導入されている。当初は13年の炉心寿命があると推定されていたが、実際に運用したところ22〜23年程度燃料交換が要らないことが判明した。結果として、ニミッツ級は艦の寿命の半分に1回、燃料交換を伴うオーバーホール (RCOH) を行えば良くなった。これはA2W原子炉を搭載したエンタープライズよりも少なく、RCOHにかかる多額の費用の削減につながる。